# Cremnops bicolor
Cremnops bicolor är en stekelart som beskrevs av Szepligeti 1900. Cremnops bicolor ingår i släktet Cremnops och familjen bracksteklar. Inga underarter finns listade i Catalogue of Life.